# Cynisca leonina
Cynisca leonina — вид плазунів з родини амфісбенових (Amphisbaenidae). Ендемік Гвінеї.

## Поширення і екологія
Cynisca leonina мешкають на північному сході Гвінеї, зокрема на островах Лос, за деякими свідченнями також в Гвінеї-Бісау. Вони живуть в сухих галерейних лісах в саванах, на висоті 300 м над рівнем моря.

## Збереження
МСОП класифікує цей вид як вразливий. Cynisca leonina загрожує знищення природного середовища.